# Grupo Desportivo Sagrada Esperança
Maillots
Actualités
Dernière mise à jour : 13 janvier 2024.
Le Grupo Desportivo Sagrada Esperança est un club de football angolais basé à Dundo.

## Palmarès
- Championnat d'Angola : (2)
  - Champion : 2005, 2021

- Coupe d'Angola : (2) 
  - Vainqueur : 1988, 1999

- Supercoupe d'Angola : (1)
  - Vainqueur : 2021

## Anciens joueurs
- Lebo Lebo

## Identité visuelle

Ancien logo.
Logo actuel.